# El sexto día (película)
The 6th Day (El sexto día en Hispanoamérica y España) es una película estadounidense de acción y ciencia ficción de 2000 dirigida por Roger Spottiswoode y protagonizada por Arnold Schwarzenegger. El título del filme hace referencia al sexto día que describe en la Biblia en el libro del Génesis, cuando Dios creó a Eva a partir de la costilla de Adán.

## Argumento
En 2015, la tecnología de la clonación era lo suficientemente sofisticada como para permitir la copia de órganos humanos y de animales. La reproducción de un ser humano completo está expresamente prohibido por la ley del "sexto día", llamado así por el día en que Dios creó al hombre según el Génesis de la Biblia.
Adam Gibson (Schwarzenegger) es un piloto que tiene un negocio de alquiler de helicópteros con su amigo Hank Morgan (Michael Rapaport). Michael Drucker (Tony Goldwyn), el dueño de las tecnologías de sustitución, un conglomerado que se especializa en la clonación, contrata a Gibson y Morgan para un viaje de esquí. Debido a la influencia financiera y política de Drucker, tanto Gibson y Morgan deben someterse a exámenes de sangre y ojos para comprobar su identidad y aptitud. En el día de la llegada de Drucker, el cual es también el cumpleaños de Gibson, este último se entera de que Oliver, el perro de su hija Clara (Taylor Anne Reid), ha muerto, y Morgan ofrece a ocupar su lugar como piloto de Drucker para que Gibson tenga la oportunidad de salir corriendo a conseguir su mascota clonada. Gibson no está de acuerdo con la idea de clonarlo, pero echa un vistazo en Re-Pet de todos modos. Finalmente, cambia de opinión y en su lugar compra un Sim-Pal (una "muñeca viviente") para Clara. Mientras tanto, en la montaña, Morgan y Drucker son atacados por Tripp (Colin Cunningham), otro esquiador.
Gibson más tarde vuelve a casa y descubre que Oliver había sido clonado, sospechando que fue idea de su esposa Natalie (Wendy Crewson). Cuando está a punto de entrar en la casa, observa lo que sólo podría ser un clon de sí mismo celebrar con su familia. Mientras sale a escondidas fuera de su propia casa, Gibson se enfrenta y es perseguido por los agentes de seguridad de las tecnologías de sustitución Robert Marshall (Michael Rooker), Talia Elsworth (Sarah Wynter), P. Wiley (Rodney Rowland) y Vicente Bansworth (Terry Crews), quienes tratan de matarlo. Gibson logra escapar y se refugia en el apartamento de Morgan. Habla con Morgan por unos minutos, cuando de repente Tripp le dispara a Morgan. Tripp se revela como un religioso fundamentalista anticlonación. 
Tripp revela que el Morgan que fue fusilado en realidad era un clon ilegal, al igual que Drucker. Tripp le dice a Gibson que él había matado a Morgan y al clon de Drucker en la cima de la montaña ese mismo día. Tripp se suicida para evitar ser capturado por el equipo de seguridad de Drucker, pegándose un tiro en la cabeza para que no se pueda escanear la memoria en busca de otros activistas anticlonación. Gibson logra desarmar a los agentes, matando a Thalia en el proceso, tras lo cual procede a quitarle su dedo pulgar.
Utilizando el pulgar de Thalia, Gibson se mete en la compañía de Drucker y encuentra al Dr. Griffin Weir (Robert Duvall), el científico detrás de la tecnología de la clonación humana. Weir explica a Gibson que el Drucker original murió seis años antes y fue clonado para evitar sospechas, pero no contaban que Drucker II y Morgan fueran asesinados ese mismo día de esquí, y se clonaron para encubrir el incidente, a través del análisis de memoria y de los ojos capturados durante los exámenes médicos de los pilotos. Sin embargo, se pensaba que Gibson estaba volando el helicóptero, y accidentalmente se creó un clon de Gibson antes de darse cuenta de su error. La seguridad de Drucker había estado tratando de matar a Gibson II para mantener la operación de clonación ilegal de Drucker en secreto, y si se descubre que Drucker era un clon, automáticamente perdería su vasta compañía, ya que los clones no pueden poseer nada.
Weir también revela que los clones humanos poseen una enfermedad mortal que acaba con el clon después de cinco años, con lo cual Drucker se aseguraría de que los clones mantengan su obediencia. Weir descubre el protocolo de la enfermedad cuando se enteró de que su esposa —a quien había clonado después de su muerte hace cinco años— se estaba muriendo de una enfermedad infantil tradicional. Weir se enfrenta a Drucker III y le dice que quiere dejar de clonar, indicando que él ha prometido a su esposa que no iba a clonarla nuevamente. En respuesta, Drucker III mata a Weir, con la intención de clonar después a Weir y su esposa, pero con el borrado de sus recuerdos recientes.
Drucker III da órdenes a sus agentes de secuestrar a la familia de Gibson para asegurarse de que coopere con el encubrimiento. Gibson idea un plan con su doppelgänger para destruir las instalaciones de Drucker y rescatar a su familia en el proceso. Drucker III fuerza a Gibson a entregarse y le informa que Gibson era el clon todo el tiempo, quien no pudo ser retirado y eliminado antes de la metedura de pata que rodea al verdadero Gibson. Drucker III trata de convencer al clon de Gibson para decirle donde está escondido el verdadero Gibson, ya que tiene todas las unidades de memoria de la clonación del original Drucker. Drucker III somete a Gibson II al buscar en su sincro-registro, lo ubican y los agentes de Drucker lo buscan pero después Gibson II se despierta sin que nadie se de cuenta del engaño mental que prepararon el original y el clon, entonces Drucker III se da cuenta tarde y Gibson II le dispara usando el arma de Wiley y es herido de muerte. Drucker III mata a Wiley II por su incompetencia, mientras Gibson II escapa. Talia y Vincent lo buscan mientras Marshall ayuda a Drucker III con el proceso de clonación antes de ir a buscar Gibson II.
Gibson II logra matar a Talia, Vincent y Marshall, mientras que el Gibson original termina de arreglar las bombas para detonar la instalación por completo.
Drucker logra clonarse a sí mismo antes de morir, pero el equipo que funciona mal por el sabotaje de Gibson II, hace que el nuevo Drucker esté incompleto, se forma una lucha donde el Drucker III moribundo, el Drucker IV deformado contra el Adam clonado, el cual se abre camino hasta la azotea, el real lo rescata en helicóptero cuando Drucker IV cae y muere antes de que la instalación explote.
Al final, el original Gibson se encarga de su clon, ayudándolo a escapar hacia la Patagonia, Argentina, para iniciar una nueva oficina de su negocio de vuelos chárter y para mantener la existencia del clon en secreto, especialmente al descubrir que su ADN no tiene enfermedades incrustadas, lo que le da la oportunidad de una vida plena, ya que no tenía ningún valor político para Drucker. Como regalo de despedida a la familia Gibson, el clon les da la gata RePet de Hank, Sadie. El verdadero Adam le da al clon una despedida voladora mientras se reúne con su familia y ha adquirido una visión más moderada de la clonación a partir de sus experiencias.

## Reparto
| Personaje         | Actor original (EE. UU.) | Actor de voz (Hispanoamérica) | Actor de voz (España) |
| ----------------- | ------------------------ | ----------------------------- | --------------------- |
| Adam Gibson       | Arnold Schwarzenegger    | Blas García                   | Ernesto Aura          |
| Michael Drucker   | Tony Goldwyn             | Humberto Solórzano            | Juan Antonio Bernal   |
| Hank Morgan       | Michael Rapaport         | José Carlos Moreno            | José Javier Serrano   |
| Robert Marshall   | Michael Rooker           | Miguel Ángel Sanromán         | Juan Fernández        |
| Talia Elsworth    | Sarah Wynter             | Yolanda Vidal                 | Concha García Valero  |
| Natalie Gibson    | Wendy Crewson            | Rebeca Manríquez              | Rosa Guiñón           |
| P. Wiley          | Rodney Rowland           |                               | Luis Posada           |
| Vincent Bansworth | Terry Crews              | Martin Soto                   | Alfonso Vallés        |
| Tripp             | Colin Cunningham         |                               | Domenech Farell       |
| Dr. Griffin Weir  | Robert Duvall            |                               | Rogelio Hernández     |
| Katherine Weir    | Wanda Cannon             | Nancy McKenzie                | Roser Cavallé         |
| Clara Gibson      | Taylor Anne Reid         |                               | Michelle Jenner       |
| Novia virtual     | Jennifer Gareis          | Norma Echavarría              |                       |
| Vendedor de RePet | Don McManus              |                               | Javier Viñas          |
| Voz en RePet      | Mark Brandon             | Raúl Anaya                    |                       |

## Recepción
La película se estrenó el 17 de noviembre del 2000 en los Estados Unidos y se estrenó el 15 de diciembre del 2000 en España. Fue un fracaso de taquilla. Para La Butaca la película es un aburrido "thriller" de ciencia ficción, que no se la recomendaría a nadie. Una opinión parecida la expresa AlohaCriticón, que la caracteriza como la película más terrorífica de la temporada de entonces.

## Premios
- Premios Saturn (2001): 4 Nominaciones